# Колдвотер (Огайо)
Колдвотер (англ. Coldwater) — селище (англ. village) в США, в окрузі Мерсер штату Огайо. Населення — 4774 особи (2020).

## Географія
Колдвотер розташований за координатами 40°28′58″ пн. ш. 84°37′53″ зх. д. / 40.48278° пн. ш. 84.63139° зх. д. (40.482690, -84.631441).  За даними Бюро перепису населення США в 2010 році селище мало площу 5,12 км², з яких 4,98 км² — суходіл та 0,13 км² — водойми.

## Демографія
Згідно з переписом 2010 року, у селищі мешкало 4427 осіб у 1726 домогосподарствах у складі 1176 родин. Густота населення становила 865 осіб/км².  Було 1817 помешкань (355/км²).
Расовий склад населення:
| - 99,0 % — білих - 0,3 % — вихідців з тихоокеанських островів - 0,1 % — чорних або афроамериканців - 0,1 % — азіатів |

До двох чи більше рас належало 0,3 %. Частка іспаномовних становила 0,7 % від усіх жителів.
За віковим діапазоном населення розподілялося таким чином: 26,2 % — особи молодші 18 років, 56,7 % — особи у віці 18—64 років, 17,1 % — особи у віці 65 років та старші. Медіана віку мешканця становила 39,2 року. На 100 осіб жіночої статі у селищі припадало 92,0 чоловіків;  на 100 жінок у віці від 18 років та старших — 89,6 чоловіків також старших 18 років.
Середній дохід на одне домашнє господарство  становив 58 410 доларів США (медіана — 48 792), а середній дохід на одну сім'ю — 80 257 доларів (медіана — 69 922). Медіана доходів становила 43 384 долари для чоловіків та 26 644 долари для жінок. За межею бідності перебувало 6,0 % осіб, у тому числі 3,7 % дітей у віці до 18 років та 6,6 % осіб у віці 65 років та старших.
Цивільне працевлаштоване населення становило 2108 осіб. Основні галузі зайнятості: виробництво — 28,7 %, освіта, охорона здоров'я та соціальна допомога — 16,7 %, роздрібна торгівля — 12,7 %, будівництво — 11,9 %.